# Ardes

Ardes este o comună în departamentul Puy-de-Dôme, Franța. În 2009 avea o populație de 610 de locuitori.